# Diplomazia nella guerra italo-turca
La diplomazia ebbe un forte peso sia prima sia durante la guerra italo-turca del 1911-1912, l'Italia e l'Impero ottomano ebbero entrambi problemi nella gestione prima della crisi che portò al conflitto, successivamente nella gestione delle opzioni strategiche aperte dalla guerra.

## La gestione della crisi prima del conflitto
La necessità di avere basi navali nel Nord Africa era stata chiara alla politica italiana fin dalla nascita del nuovo stato, necessità ulteriormente accentuata dall'apertura del Canale di Suez, che poneva l'Italia in una posizione strategicamente rilevante nelle nuove rotte fra l'India e gli stati atlantici.
La prima opzione per il Regno d'Italia sarebbe stata la Tunisia, separata dalla Sicilia solo da 80 miglia, tanto che già nel 1864 l'Italia aveva partecipato con Francia, Gran Bretagna e Turchia, ad un intervento navale davanti alla Tunisia, dove erano sorti disordini che potevano provocare danni agli interessi europei. La Francia, tuttavia, si premurò immediatamente di chiarire con la Gran Bretagna il suo interesse strategico per la Tunisia, che non voleva assolutamente condividere con interferenze straniere. La Gran Bretagna, d'altra parte non aveva interesse ad appoggiare l'Italia contro la Francia, in quanto i dettami strategici dell'Ammiragliato erano contrari a lasciare entrambe le sponde di un passaggio marittimo obbligato (come lo stretto di Sicilia) in mano alla stessa potenza. Altri tentativi italiani di azioni marittime furono bloccati diplomaticamente nel 1868 e 1871, finché nel 1878  la Gran Bretagna si accordò con la Francia per la Tunisia in cambio dell'appoggio francese alla politica britannica nel Mediterraneo Orientale.
Dopo lo scacco della Tunisia, la diplomazia italiana si premurò di bloccare ulteriori avanzate francesi nel Mediterraneo tramite gli accordi con la Germania (nell'ambito della Triplice Alleanza) per il mantenimento dello status quo nel Mediterraneo, concordati nel 1886.
Fallita l'espansione in Africa orientale con il disastro di Adua (1896), la politica italiana ritenne necessario strategicamente avere basi per la Regia Marina sulla costa settentrionale dell'Africa. Nel 1897 venne prodotto da parte del Capo di stato maggiore della Marina uno studio per l'attacco alla Tripolitania tramite la flotta e sbarchi a Tripoli ed in altri punti ben individuati della costa dell'attuale Libia. Condizione preliminare ed ineludibile era che l'Italia dovesse fronteggiare solo l'Impero ottomano, contando sulla neutralità delle altre potenze europee. L'Italia si preoccupò di evidenziare i propri interessi in Tripolitania, ottenendo nel 1900 una dichiarazione di disinteresse da parte della Francia, compensata da una posizione speciale di Parigi in Marocco, regolarmente assorbito nella sfera di influenza francese nel 1906 con la conferenza di Algeciras.
La situazione europea parve precipitare proprio per la questione marocchina nell'estate del 1911, con l'incrociatore tedesco Panther che si presentava davanti ad Agadir; il cancelliere dichiarava che l'azione era fatta «per mostrare al mondo che la Germania era decisa fermamente a non essere messa da parte». A questo punto per l'Italia si apriva una finestra per effettuare un'azione di forza contro l'Impero ottomano, con sufficiente sicurezza che le altre potenze europee, ancora sotto l'impressione di una guerra generalizzata evitata per pochissimo, non avrebbero riportato la situazione al livello critico dopo solo poche settimane.
La situazione diplomatica italiana prima dell'inizio della guerra sembrava sostenuta dalle maggiori potenze europee, cioè Francia, Gran Bretagna, Russia (che nel 1909 aveva ottenuto dall'Italia un appoggio nelle sue rivendicazioni relative ai diritti di passaggio attraverso gli stretti del Mar Nero), Germania e Austria-Ungheria (queste ultime due alleate dell'Italia nella Triplice Alleanza).
In realtà la situazione non era così chiara, in quanto gli interessi delle maggiori potenze si intrecciavano in modo non sempre lineare. Gli "alleati" italiani (Austria-Ungheria e Germania) in realtà stavano cercando di spostare la politica estera della Turchia verso la Triplice Alleanza, prevedendo a breve termine uno scontro con la Russia, che, dopo la sconfitta in Manciuria, stava tornando a rivolgere i suoi maggiori interessi strategici sui Balcani. D'altra parte, Francia e Gran Bretagna non vedevano di buon occhio una terza potenza che si incuneava fra il Mediterraneo ed il Mediterraneo Orientale, anche se, in questo modo, l'Italia si rendeva militarmente più vulnerabile, non potendo creare un sistema di basi che si appoggiassero a vicenda, come sarebbe successo fra Sicilia e Tunisia.

## Le crisi diplomatiche nel corso del conflitto
Il giorno 28 settembre 1911 il Governo italiano (presieduto da Giolitti) inviò un ultimatum alla Turchia ed il 29 dello stesso mese alle 14.30 fu presentata a Costantinopoli la dichiarazione di guerra e contemporaneamente furono sparate in Adriatico le prime cannonate del conflitto. Fin da queste azioni di apertura della guerra la Grecia protestò per una presunta invasione delle sue acque territoriali, considerando che la Grecia era appoggiata da Austria-Ungheria (che spostò anche la sua prima divisione navale a Cattaro) e Russia (che il 3 ottobre presentò a San Pietroburgo le sue rimostranze all'ambasciatore italiano), entrambe preoccupate di mantenere il fragile equilibrio presente nei Balcani. La situazione diplomatica fu ulteriormente aggravata da un conflitto fuoco avvenuto a San Giovanni di Medua il 5 ottobre fra il cacciatorpediniere italiano Artigliere e le truppe turche a terra nel porto, a pochi chilometri dal confine austriaco, che sollevò ancora più vibrate reazioni da parte dell'Austria. La squadra dell'Adriatico fu spostata quasi al completo verso Creta.
Il 5 ottobre i marinai italiani sbarcarono a Tripoli e nel corso del mese anche ad Homs, Tobruch, Derna e Bengasi, tuttavia lo scontro di Sciara Sciat, dimostrando che l'operazione non sarebbe stata né breve né incruenta, mise in allarme le potenze europee, preoccupate per un'azione che poteva mettere una potenza europea in contrasto con le popolazioni mussulmane, in parte sotto la loro amministrazione. Tuttavia un tentativo di concedere solo un mandato amministrativo all'Italia, conservando però la sovranità del Sultano, fu respinto decisamente dal governo italiano, che, anzi, il 5 novembre emise un proclama che rivendicava la sovranità italiana su tutta la Libia, anche se, in quel momento, solo pochi tratti di costa non collegati fra loro erano sotto l'effettivo controllo italiano. In quel momento l'Italia in campo internazionale era costretta limitata da vincoli estremamente rischiosi, dato che il territorio dell'Impero Ottomano era ipotecato dalle aspettative di quasi tutte le potenze europee e da quelle degli Stati Balcanici. Nonostante la comunicazione data dal Ministro degli Esteri italiano, Marchese San Giuliano, a tutte le potenze europee, le reazioni furono negative, ed addirittura il Capo di Stato Maggiore dell'Esercito Austro Ungarico (generale Conrad) arrivò a proporre un'invasione dell'Italia per riportarla a più miti consigli. Altrettanto dura fu la presa di posizione tedesca, tanto che il Kaiser definì il decreto un atto da "banditi da strada". Contrariamente alle prese di posizione degli alleati della Triplice, le posizioni sia di Gran Bretagna sia della Russia furono più caute. La prima propose addirittura la possibilità di un'intesa nel Mediterraneo con Italia e Francia, tuttavia questa iniziativa fu successivamente ritirata, data la mancanza di appoggio della stampa e dell'opinione pubblica nonché degli ambienti economici. Invece la seconda cercava un equilibrio delle potenze nei Balcani, evitando comunque lo "sfacelo della Turchia", ed a Natale il ministro degli esteri Sazononv propose alle potenze europee di effettuare un passo congiunto per forzare la Turchia al riconoscimento dell'annessione italiana. Il punto più rilevante dell'emissione del decreto di sovranità fu che in tal modo l'Italia si precludeva ogni possibile via di ritirata diplomatica dalla guerra, come commentato lucidamente dal Ministero degli Esteri russo.
In contrasto con le situazioni critiche in Europa ed in Libia, l'Italia ebbe l'appoggio delle sceicco yemenita Said Idris, che impegnava le forze turche con azioni di guerriglia che tenevano impegnate truppe turche in una quantità sensibile.
Un grave incidente diplomatico avvenne con la Francia nel gennaio 1912, quando la Regia Marina fermò nel Tirreno i mercantili francesi Chartage e Manouba, il primo con a bordo un aereo, sospettato di essere destinato alle forze turche in Tripolitania e ed il secondo con a bordo ufficiali turchi che trasferivano la somma di 250000 Lire in oro. L'incrociatore italiano Agordat li scortò entrambi a Cagliari, dove furono bloccati fino al 20 gennaio. Il governo francese di Poincaré, entrato in carica solo da pochi giorni e di forte tendenza nazionalista protestò con estremo vigore, tanto che fu necessario ricorrere alla Corte dell'Aia per dirimere la questione. La tensione con la Francia, sia pure salita alle stelle per alcuni giorni, fu placata grazie all'ambasciatore francese a Roma, Camille Barrère, che da un decennio si prodigava per un riavvicinamento fra i due stati.
Nel febbraio 1912 due incrociatori ed un incrociatore ausiliario (cioè un mercantile armato) aprirono il fuoco contro una cannoniera (la Avnillah da 2 500 t) ed una torpediniera turche ormeggiate a Beirut, provocando non solo l'affondamento delle due navi nemiche, ma anche danni alla città e la morte di un certo numero di civili. Costantinopoli accusò l'Italia di aver aperto il fuoco contro la città, minacciando in una nota al Foreign Office di minare gli stretti se l'Italia avesse effettuato ulteriori azioni nell'Egeo, tale minaccia inasprì ulteriormente le relazioni con la Francia, che considerava la costa siriana come sua "zona di interesse". D'altra parte questa azione, dopo la minaccia turca di ritorsioni in caso di un nuovo ingresso in Egeo della flotta italiana, spinse gli ambasciatori delle cinque potenze neutrali a consultare il ministro degli esteri italiano per conoscere le condizioni minime per cui l'Italia poteva accettare una mediazione internazionale, mediazione per cui non si trovarono le condizioni minime, che avrebbero dovuto prevedere che l'Italia potesse "transigere sull'annessione".
La condizione diplomatica italiana si rasserenò il 25 marzo 1912, in occasione della visita del Kaiser Guglielmo II a Venezia, nel corso della quale il Kaiser promise che sarebbe intervenuto, nell'ambito della Triplice Alleanza, su Vienna per evitare ulteriori manovre da parte di questa contro l'Italia. L'intervento del Kaiser servì far ammorbidire la posizione ufficiale del governo austriaco, sebbene al Conte Aehrenthal, morto in febbraio, fosse succeduto il Conte Berchtold, fortemente legato agli ambienti militari, che ancora in aprile protestava vivacemente per le azioni italiane nel Mediterraneo Orientale.
Il primo intervento nelle acque dei Dardanelli ed il bombardamento dei forti da parte delle flotta italiana, il 18 aprile 1912, portò all'immediata chiusura degli Stretti da parte della Turchia, che si protrasse fino al 2 maggio, e le recriminazioni di Gran Bretagna, Francia e Austria-Ungheria furono contestate dall'Italia che sosteneva che, secondo i tratti vigenti, la chiusura poteva essere applicata unicamente alle navi da guerra e non anche ai mercantili. D'altra parte un fatto positivo fu che, mentre fino a quel momento le pressioni diplomatiche delle potenze europee si erano concentrate sull'Italia, da quel momento si concentrarono anche sulla Turchia.. Quando poi la Regia Marina sbarcò a Stampalia ed a Rodi (4 maggio) Gran Bretagna e Francia si affrettarono a mettere sotto controllo tutto il Mediterraneo, con l'accordo del controllo del Mediterraneo Occidentale da parte della Francia (che ritirava una squadra dalla Manica) ed il controllo del Mediterraneo Orientale da parte della Gran Bretagna (con base a Malta) per evitare che una marina potenzialmente nemica, come la Regia Marina, potesse intralciare le attività di quelle che fino a quel momento erano state le marine mediterranee più forti. Invece la reazione turca fu estremamente energica, tanto il 20 maggio il governo turco espulse tutti gli italiani dai territori dell'impero, minacciando una nuova chiusura degli Stretti.

## Le trattative di pace
Considerando questa situazione che, dal punto di vista diplomatico, si stava velocemente deteriorando, Il governo di Roma decise di intraprendere concretamente la via diplomatica per un accordo con la Turchia. Questa decisione fu supportata dalle informazioni che Giuseppe Volpi aveva da Bernardino Nogara, dirigente della sua Società Commerciale d'Oriente, che era rimasto a Costantinopoli a curare gli interessi della società. Giolitti, informato della situazione da Volpi, autorizzò l'apertura di contatti bilaterali con la Turchia. Volpi dal 10 al 16 giugno fu a Costantinopoli, dove incontrò diverse personalità governative, fra cui il Gran visir ed i ministri degli esteri e della guerra, che si mostrarono disposti ad arrivare ad un compromesso con l'Italia per arrivare alla pace.
Giolitti a quel punto scavalcò il Ministero degli Esteri ed autorizzò Nogara ad organizzare trattative ufficiose, che ebbero inizio il 12 luglio 1912 a Losanna, senza che inizialmente ci fossero accordi neppure sulle procedure da seguire. Membri delle due delegazioni erano il Volpi ed i deputati Bertolini e Fusinato da parte italiana mentre la delegazione turca era guidata da Said Halem Pascià, presidente del Consiglio di Stato. Solo con il forzamento dei Dardanelli da parte delle torpediniere del capitano di vascello Enrico Millo il 18 luglio il governo turco fu costretto alle dimissioni in favore di un nuovo gabinetto, guidato da Kamil Pascià, orientato alla conclusione delle trattative di pace. Con la sostituzione completa della delegazione turca, avvenuta il 28 luglio, si iniziarono passi concreti verso la trattativa. Il 13 agosto le trattative furono riaperte a Caux con la delegazione turca formata da Naby Bey e Farheddin Bey. Il 4 settembre la sede delle trattative fu riportata ad Ouchy, un sobborgo di Losanna, ed il 29 settembre Reschid Pascià, ex ambasciatore ottomano a Roma, fu messo a capo della delegazione turca. La situazione diplomatica cambiò totalmente il 30 settembre, quando Grecia, Bulgaria, Serbia e Montenegro iniziarono la mobilitazione e l'8 ottobre il Montenegro dichiarò guerra alla Turchia. A questo punto anche le capitali europee neutrali cominciarono a premere su Costantinopoli affinché accettasse le condizioni di pace, unica eccezione fu la Francia che chiese garanzie relativamente alla restituzione alla Turchia delle isole del Dodecaneso. Nonostante ciò la delegazione turca, sebbene fossero state ben messe a punto le linee guida per la pace, riprese a tergiversare. Giolitti a quel punto richiese alla Turchia una risposta definitiva alle propose di pace entro il 15 ottobre, preparando nel frattempo la Marina ad agire contro le coste della Turchia europea. Il 14 ottobre i plenipotenziari turchi furono autorizzati a siglare un accordo preliminare di pace, che fu firmata a Ouchy il giorno 18 ottobre.
Con il trattato il Sultano concedeva l'autonomia a Tripolitania e Cirenaica, senza trasferirne formalmente la sovranità all'Italia, era confermata la sovranità turca sul Dodecaneso, che sarebbe stato reso alla Turchia dopo la partenza dei militari e dei funzionari turchi dalla Libia. Dato che la resistenza degli abitanti libici (secondo l'Italia a causa di manovre sotterranee della Turchia) mantenne lo stato di guerra in tale regione, il Dodecaneso rimase sotto la sovranità "temporanea" dell'Italia fino ai trattati di Sèvres (1920) e di Losanna (1923), in cui fu riconosciuta la sovranità italiana su Libia e Dodecaneso.